# Apocalipsis de Daniel
El Apocalipsis de Daniel es un texto apócrifo redactado en lengua siríaca a finales del siglo VIII.
Consta de dos partes: En la primera de ellas se narran las vicisitudes del profeta Daniel en la ciudad de Babilonia. En la segunda se profetizan acontecimientos futuros que conducirán al Fin de los Tiempos.
Los acontecimientos que se narran son los siguientes:
Se alzará nación contra nación y reyes contra reyes. Los tres hijos de Agar, que representan a las huestes islámicas, invadirán el Imperio Bizantino y reducirán su territorio a la ciudad de Constantinopla: Los gobernantes bizantinos huirán hasta las montañas. Pero entonces Dios inclinará la balanza a favor de los romanos (de Oriente) y hará surgir un nuevo rey, de nombre K, que guiará a las tropas de Bizancio hasta su victoria final sobre los ismaelitas, que acabarán por ser totalmente aniquilados.
El reinado del nuevo soberano romano de Constantinopla durará 33 años. Transcurrido ese tiempo morirá y ascenderá al cielo. Entonces las huestes de un rey del Norte invadirán la Ciudad e impondrán un nuevo régimen de injusticia e inmoralidad. El rey del será aniquilado por Dios, que impondrá en su lugar el gobierno de una mujer malvada que destruirá todas las iglesias y disolverá la fe cristiana. La ciudad dejará de llamarse Roma y pasará a llamarse Babilonia: Será finalmente destruida por Dios y de ella quedará en pie tan sólo un pilar.
- Datos: Q5701407